# Église Saint-Julien de Lamativie
Pour les articles homonymes, voir Église Saint-Julien.
 (septembre 2022).
L'église Saint-Julien de Lamativie est une église dédiée à Julien de Brioude. Elle se trouve à Sousceyrac-en-Quercy dans le département du Lot.

## Localisation
Cette église se situe dans l'ancienne commune de Lamativie dans le département du Lot.

## Historique
Lamativie vient sans doute du prénom Mathieu et désignerait la terre à Mathieu.
Jusqu'en 1650, Lamativie n'avait d'autres églises que celle de Comiac. Le trajet pour assister à la messe était pénible pour les fidèles.
Monseigneur Alain de Solminihac, évêque de Cahors, étant en tournée pastorale à Comiac, les habitants de Lamativie vinrent lui demander de leur laisser bâtir une chapelle. L'évêque prit le chemin de Lamativie, ayant passé Nauvioles et arrivé à l'endroit où l'on aperçoit Lamativie, il se rendit compte de la distance qui le séparait encore du village et accorda l'autorisation demandée. 
Dès 1658, la chapelle Saint-Julien de Lamativie est debout et ouverte au culte paroissiale. Les baptêmes et les mariages se feront quelque temps encore à Comiac. En 1667 tous les offices religieux auront lieu à Lamativie. C'est cette même année que s'établit la confrérie du Très-Saint-Sacrement.

## Description
L'église Saint-Julien est un édifice modeste sans fioriture, à l'exception d'une fenêtre moulurée. Elle présente une nef avec un plafond en lambris de bois (la voûte s'est effondrée à la fin du XXe siècle) précédée d'un clocher-porche et flanquée au sud d'une chapelle dédiée à saint Julien et au nord, d'un bas-côté. Elle se termine par un chevet pentagonal qui enserre une abside en hémicycle. Malgré sa simplicité, elle forme avec le presbytère accolé à son chevet et leurs toitures en tuiles d'Allassac, un ensemble architectural plein de charme qui s'harmonise parfaitement avec l'environnement.
Rappelons à ce propos que Lamativie fait partie des villages qui conservent les plus spectaculaires toitures en lauzes de la commune de Sousceyrac.

## Le mobilier
L'église est pauvre en mobilier. Le maître-autel offert par l'abbé Larribe, aumônier des Ursulines de Sousceyrac, originaire de Lamativie, ainsi que l'autel de la Vierge (1886) signalée par l'abbé Gouzou, n'existent plus.